# Andy van der Meyde
Andy van der Meyde (født 30. september 1979 i Arnhem, Holland) er en tidligere hollandsk fodboldspiller, der spillede som kantspiller. Han har gennem sin karriere optrådt for klubber Ajax og PSV i sit hjemland, italienske Inter Milan, engelske Everton F.C. og tilbragte desuden et enkelt år på lejebasis hos FC Twente fra Enschede.
Van der Meyde var i sin tid hos Ajax Amsterdam med til i 2002 at vinde både landets mesterskab og pokalturnering. Med Inter Milan vandt han i 2005 Coppa Italia.

## Landshold
Van der Meyde spillede 17 kampe og scorede 1 mål for Hollands landshold, som han debuterede for i maj 2002 i et opgør mod USA. Han var en del af den hollandske trup der nåede semifinalerne ved EM i 2004 i Portugal.

## Titler
Æresdivisionen
- 2002 med Ajax Amsterdam

Hollands pokalturnering
- 2002 med Ajax Amsterdam

Coppa Italia
- 2005 med Inter Milan